# Kai Henmark
Kai Henmark, född 23 februari 1932 i Linköping, död 24 mars 1980 i Stockholm, var en svensk författare och litteraturkritiker.
Kai Henmark förespråkade en litteratur inriktad på idéer och livsåskådningar. Han skrev totalt 23 böcker, bland annat diktssamlingar som Säj farväl till de döda (1961) och Sommarens saliga dagar (1966) samt prosaböcker som Menuett för elefanter (1961), Johan utan land och En ABC-bok monterad (1966). 
Henmark gillade litterära experiment som i debutboken Resandes ensak (1960) och Språkstakar (1968). I hans 1970-talsproduktion märks Den som älskar sover inte (1975) och Kärleken är ett träd (1976), bägge kallade "en övning i det kristna språket". Han har givit ut en essäsamling om svenska diktare, En fågel av eld (1962), klippboken Jämlikheten och Samtalet (1970) och en bok om Pär Lagerkvist (1966). Som kritiker höll han i TV-programmet Bokhörnan, ett av de första litteraturprogrammen i TV, i början av 1960-talet. Han skrev även kritik för många dagstidningar.

## Produktion[2]

### Lyrik
- Säj farväl till de döda, 1961
- Spott i ditt öga, 1963
- I somnarens saliga dagare, 1966
- O min stackars buffel, 1967
- Den omvände arkeologen, 1977
- Där spårar jag livets växt. Dikter i urval 1956–1977, 1982 (postumt)

### Fiktionsprosa
- Resandes ensak, 1960
- Menuett för elefanter, 1961
- En fallgrop som noll, 1962
- Det vackra odjuret, 1963
- T. Bullo och Fältmarskalken, 1964
- Johan utan land, 1966
- Språkstakar, 1968
- Konsten att erövra Danmark, 1970
- Mitt liv med Emil, 1971
- Den som älskar sover inte, 1975
- Kärleken är ett träd, 1976
- Novellkrut, 1977

### Sakprosa
- En fågel av eld, 1962
- Främlingen Lagerkvist, 1966
- Jämlikheten och samtalet, 1970